# Un duello sotto Richelieu
Un duello sotto Richelieu es una ópera en tres actos del compositor italiano Federico Ricci, con libreto en italiano de Francesco dall'Ongaro, basado en Un duel sous le cardinal de Richelieu de Lockroy y Edmond Badon. Fue estrenada en el Teatro de La Scala de Milán el 17 de agosto de 1839.

## Historia
Tras el exitoso estreno de La prigione di Edimburgo en Trieste en 1838, a Federico Ricci se le abrieron las puertas de los grandes teatros italianos, y prosiguió su carrera componiendo para el principal teatro italiano del momento, La Scala de Milán. El argumento elegido para la ocasión es el mismo que, 4 años después, utilizará Gaetano Donizetti para su Maria di Rohan y Giuseppe Lillo para su Il conte di Chalais.
La ópera se estrenó en La Scala el 17 de agosto de 1839, apenas 4 mese antes de que Giuseppe Verdi debutara en el mismo teatro con su Oberto. Pero, a diferencia de lo que le ocurrirá a Verdi, la ópera de Ricci fue un sonoro fracaso, gustando sólo uno de los dúos. El libreto es juzgado de mala calidad poética y se aleja demasiado de las principales características dramáticas de la obra teatral original. A causa de este fracaso, no parece que la ópera se representara en otros teatros.
La ópera no ha sido recuperada en época moderna.

## Personajes
| Personaje                                          | Voz       | Elenco del estreno Director de orquesta: Eugenio Cavallini |
| -------------------------------------------------- | --------- | ---------------------------------------------------------- |
| Maria di Rohan, viuda del condestable de Luynez    | soprano   | Adelina Spech                                              |
| Conte di Chalais, favorito del rey                 | tenor     | Lorenzo Salvi                                              |
| Duca di Chèvreuse                                  | bajo      | Ignazio Marini                                             |
| Armando di Gondi                                   | contralto | Marietta Brambilla                                         |
| Il Re (Luis XIII de Francia)                       | bajo      | Antonio Del Vivo                                           |
| La Regina (Ana de Austria)                         | soprano   | Maria Sacchi                                               |
| Gianni, escudero del conde                         | bajo      | Francesco Regini                                           |
| Corso, capitán de la guardia de Richelieu          | tenor     | Napoleone Marconi                                          |
| Cazadores, ciudadanos, damas, caballeros, soldados |           |                                                            |

## Argumento
La acción tiene lugar en París en el siglo XVII.  
Acto I
Gran parque real de caza
Los cazadores están celebrando la caída en desgracia del Cardenal Richelieu, mientras los campesinos regresan a sus hogares. Llegan entonces Chevreusse y Gondi; el primero acaba de batirse en duelo, arriesgando su vida en vista de la prohibición que sobre ellos ha impuesto el cardenal, por defender el honor de la duquesa de Rohan, quien es su esposa secreta; Gondi se burla de la fidelidad de las mujeres. Corso no tarda en aparecer para detener al duque, que sabe que se enfrenta a la muerte. 
Sala en el Palacio del Louvre
El conde de Chalais espera ver a Maria, de quien está enamorado. Cuando ella llega, le pide que interceda ante el rey por la vida de Chevreusse, y le cuenta que es su esposo. Él, despechado, en principio se niega, pero las súplicas de Maria le llevan a aceptar defenderlo. Una vez queda sola, Maria lamenta haber tenido que poner la vida del conde en peligro. 
Magnífico atrio junto a la sala de baile
Se celebra una fiesta en palacio. Aparece Gondi, y los invitados le dicen que se vaya, porque su vida todavía corre peligro, pero él les cuenta la historia de dos hombres que se baten por una mujer, mientras esta se reúne con su amante. Finalmente revela que la mujer es Maria, viuda ya dos veces y que va a volver a serlo próximamente. Chalais le ha escuchado y le reta, pero en ese momento se anuncia la llegada del rey; éste le dice a Chalais que ha aceptado liberar a Chevreusse, y que a él le ha concedido el puesto de ministro. Gondi quiere retirar sus palabras, pero Chalais se niega a aceptarlo y le reta a batirse en duelo a la mañana siguiente. Chevreusse se ve obligado a ponerse de parte de Chalais, quien le pide a Maria que le entregue un brazalete con su efigie. 
Acto II
Habitación del conde de Chalais
Chalais está preparado para batirse en duelo, pero antes escribe una carta que le da a su escudero Gianni para que, en caso de morir en el duelo, le entregue a Maria, y solo a ella. Llega entonces Maria, enmascarada, para advertirle de que se comenta en la corte que el cardenal ha recuperado su poder, por lo que su vida corre un gran peligro, así que le insta a abandonar su idea de batirse en duelo. Llega entonces Chevreusse, y Maria se cubre con la máscara. Los dos hombres parten para el duelo, pero Chalais regresa. Ambos se confiesan su amor, pero Maria no consigue convencerlo para que no se presente al duelo. 
Campiña con albergue a un lado
Gondi espera la llega del conde en el lugar estipulado para el duelo, pero quien llega es Chevreusse para batirse con él. 
Habitación en el palacio del duque de Chevreusse 
Maria está ansiosa esperando saber el resultado del duelo. Llega Gianni, quien le informa que no ha sido Chalais, sino Chevreusse quien se ha batido, pero ha vencido y solo tiene una pequeña herida. Pese a todo, Chalais tiene que huir de inmediato de Francia, y quiere que ella le acompañe. Maria lo rechaza, pero se entera de que el cardenal ha confiscado los bienes de Chalais, incluyendo cartas dirigidas a ella. Maria teme que corran por la ciudad rumores sobre ella y tiene miedo de que su esposo sepa algo, así que hace salir a Gianni y ella misma duda si debe huir, así que se marcha a su habitación justo cuando llega Chevreusse. Los hombres del cardenal buscan a Chalais, pero él les responde que no está escondido en su casa. Le entregan entonces cartas dirigidas a su esposa y el brazalete que ella le entregó al conde, así que Chevreusse descubre que los dos están enamorados y planea vengarse. Hace llamar a Maria y, cuando ésta llega, le pregunta por la mujer enmascarada que tuvo que salir de la fiesta para ir a casa del conde. Ella dice no saber quién es y trata de cambiar de tema hablando de la herida que tiene él en el brazo, pero el duque, furioso, le acusa de infidelidad con Chalais y le dice que sabe que le está esperando. Aparece entonces Chalais, y Chevreusse le arroja las pruebas de su infidelidad, para retarle a un duelo. Chalais afirma que toda la culpa es suya y que Maria es inocente, y se dispone a batirse en duelo con Chevreusse. Ambos salen, y al momento aparece la guardia del cardenal en busca de Chalais; Chevreusse reaparece y les muestra el cuerpo muerto del conde.

## Discografía
No existe por el momento ninguna grabación de la ópera.